# خشيش بن أصرم
خشيش بن أصرم (توفي 253 هـ) هو أبو عاصم خشيش بن أصرم بن الأسود النسائي، لا توجد أي معلومات تدل على تاريخ مولده، له رحلة واسعة إلى الحرمين من مكة المكرمة والمدينة المنورة، ومصر والشام واليمن والعراق.

## شيوخه
1. سعيد بن عامر الضبعي.
2. أبو علي عبيد الله بن عبد المجيد الحنفي.
3. أبو داود الطيالسي.
4. عبد الرزاق الصنعاني.
5. محمد بن يوسف الفريابي.

## تلاميذه
1. أبو داود.
2. النسائي.
3. أبو بكر أحمد العسال.
4. إسماعيل الإسكاف المصري.

## مؤلفاته
1. الاستقامة في الرد على أهل البدع.

## وفاته
توفي خشيش بن أصرم في رمضان سنة253 هـ بمصر.